# Confolens
Confolens é uma comuna francesa na região administrativa da Nova Aquitânia, no departamento de Charente. Estende-se por uma área de 23.63 km². Em 2010 a comuna tinha 2 827 habitantes (densidade: 119,6 hab./km²).
Em 1 de janeiro de 2016, a antiga comuna de Saint-Germain-de-Confolens foi incorporada ao seu território.